# Tumansky R-11
R-11 là loại động cơ máy bay tuốc bin phản lực được phát triển từ động cơ R-9 do Cục thiết kế Tumansky thực hiện với sự tham gia của A.A. Mikulin, S.K. Tumansky và B.S. Stechkin. Động cơ được chạy thử lần đầu năm 1956. Loại động cơ này được gắn trên các máy bay tiêm kích, huấn luyện và trinh sát của Liên Xô má chủ yếu là Mikoyan-Gurevich MiG-21 và Yakovlev Yak-28 sau đó có thêm Sukhoi Su-15. Thiết kế này hoạt động tốt nên đã được dùng để phát triển các loại động cơ mới sau đó.
Khoảng 20000 động cơ đã được sản xuất trước năm 1966 và động cơ còn được sản xuất ở nước ngoài theo giấy phép.

## Biến thể
- R-11V-300: Nguyên mẫu không có chức năng đốt sau.
- R-11F-300 (R-37F): Mẫu nâng cấp thêm chức năng đốt sau bắt đầu sản xuất năm 1956 dùng trên các chiếc MiG-21F, P và U.
- R-11AF-300: Mẫu nâng cấp tiếp tục cho Yakovlev Yak-28B, L và U.
- R-11F2-300: Mẫu sử dụng loại máy nén mới có chức năng đốt sau và ống điều chỉnh lực đẩy dùng trên các chiếc MiG-21P, PF và FL.
- R-11AF2-300 và R-11F2-300: Mẫu phát triển dùng cho Yakovlev Yak-28I, R và P.
- R-11F2S-300: Mẫu nâng cấp dùng cho MiG-21PFM, PFS, S, U và UM cũng như Sukhoi Su-15, UT và UM.
- Shenyang WP-7: Mẫu sao chép do Cộng hòa nhân dân Trung Hoa chế tạo với giấy phép cho các chiếc J-7.